# Venă frenică inferioară
Venele frenice inferioare drenează sângele din diafragmă și urmează cursul arterelor frenice inferioare ; 
- cea dreaptă se termină în vena cava inferioară ;
- cea stângă este adesea reprezentată de două ramuri, 
  - o ramură se termină în vena renală stângă sau suprarenală ,
  - cealaltă ramură trece prin fața hiatusului esofagian de pe diafragmă și se deschide în vena cava inferioară .